# الحكم بن نافع
أبو اليمان الحكم بن نافع الحمصي البهراني (138 هـ - 222 هـ) أحد العلماء ومن رواة الحديث عند أهل السنة والجماعة.
ولد في حمص. استقدمه المأمون من حمص إلى دمشق ليوليه قضاء حمص. وهو من شيوخ الإمامين أحمد بن حنبل ومحمد بن إسماعيل البخاري. قال أبو حاتم الرازي عنه: هو نبيل صدوق ثقة. وسُئل عنه يحيى بن معين فقال: ثقة.
 وذكره ابن حبان في الثقات. وقال الصفدي: كان ثقة نبيلا إماما.

## شيوخه وتلاميذه
- شيوخه ومن روى عنهم:[6]

روى عن حريز بن عثمان، وعفير بن معدان، وأبي بكر بن أبي مريم، وصفوان بن عمرو، وأرطأة بن المنذر التابعين، وشعيب بن ابي حمزة، وسعيد بن عبد العزيز، وغيرهم.
- تلاميذه ومن روى عنه:[6]

وروى عنه: البخاري، وأحمد بن حنبل، ويحيى بن معين، وأبو عبيد، ومحمد بن يحيى الذهلي، وأبو زرعة الدمشقي،ومحمد بن عوف ، وعلي بن محمد الجكاني، وخلق